# Млетачка власт на Јонским острвима
Јонска острва су била прекоморски посед Венецијанске републике од средине 14. века до касног 18. века. Освајање острва одвијало се постепено. Први који је стечен била је Китера и суседно острво Антикитера, индиректно 1238. и непосредно после 1363. Крф је 1386. добровољно постао део колонија Венеције. Век касније, Венеција је заузела Занте 1485. године, Кефалонију 1500. и Итаку 1503. Освајање је завршено 1718. освајањем Лефкаде. Свако од острва је остало део венецијанске републике све док Наполеон Бонапарта није распустио ову државу 1797. године, анектирајући Крф. Јонска острва се налазе у Јонском мору, на западној обали Грчке. Китера, најјужнија, налази се одмах поред јужног врха Пелопонеза, а Крф, најсевернији, налази се на улазу у Јадранско море. У савременом грчком, период млетачке владавине над грчком територијом је познат као Венетократиа или Енетократиа (грчки: Βενετοκρατια или Ενετοκρατια) и дословно значи „владавина Млечана“. Верује се да је венецијански период на Јонским острвима био пријатан, посебно у поређењу са Туркократијом — турском влашћу над остатком данашње Грчке.
Гувернер Јонских острва током венецијанског периода био је канцелар, који је боравио на Крфу. Поред тога, власти сваког острва биле су подељене на млетачке и домаће власти. Привреда острва заснивала се на извозу домаћих добара, пре свега грожђа, маслиновог уља и вина, док је млетачка лира, валута Венеције, била и валута острва. Неке од карактеристика културе Венеције уграђене су у културу Јонских острва, чиме су до данас утицале на локалну музику, кухињу и језик. Венецијански језик, на пример, који је уведен на острвима као службени језик и који је усвојила виша класа, и данас је популаран на свим острвима.

## Венеција и Византија
Венеција је основана 421. године након што су Хуни и Лангобарди уништили оближње заједнице. У променљивим италијанским границама у наредним вековима, Венеција је имала користи од тога што је остала под контролом Римског царства – све више као најудаљенија северозападна испостава садашње моћи у центру Константинопоља. Током Јустинијана I поновног освајања Италије од Визигота, Венеција је била све важније упориште за Равенски егзархат царства. Политички центар егзархата и највиши војни званичници Царства налазили су се у Равени. Потчињени војни званичници који су били њихови представници у венецијанским лагунама називани су трибуни, а тек око 697. године нове ере лагуне су постале посебна војна команда под дуждом. Без обзира на избор првог дужда, вазални докази као што су почасти и наређења које је дужд добио од цара имплицирају да се Венеција сматрала делом Византијског царства чак и након што су Лангобарди заузели Равену. Упркос миру, који је признао Венецију као византијску територију, утицај источноримског цара је полако нестајао. До 814. Венеција је функционисала као потпуно независна република. И поред тога, Венеција је постала партнер Царства и цареви су јој дали трговачке привилегије путем уговора, као што је византијско-млетачки уговор из 1082.
Четврти крсташки рат (1202–1204) је првобитно имао намеру да изврши инвазију на подручја под муслиманском контролом; уместо тога, крсташи су напали престоницу Византијског царства, Константинопољ, што је довело до привременог распада царства и пљачке његове престонице. Како је Венеција била један од учесника у крсташком рату, њени односи са Византијским царством су били затегнути током овог периода. Штавише, прозвавши се као „господар једне четвртине и једне осмине целог царства Румуније“ после крсташког рата, дужди Венеције су допринели погоршању односа између две државе. Напори да се побољшају односи, на пример кроз Никејско-млетачки уговор из 1219. године, показали су се неуспешним. Период пријатељских односа уследио је тек после Сицилијанске вечерње 1282. године, када је Венеција, предвиђајући пад Карла, француског краља Сицилије, почела да успоставља ближе односе са Византијом. Венеција је била везана савезом са Карлом против Византије 1281.

## Апелација
Острва су називана, како појединачно, тако и колективно, разним именима. Након што је Венеција заузела Кефалонију 24. децембра 1500. године, управа за одбрану свих острва је делегирана службенику са седиштем на Крфу. Овај званичник се називао „генералним канцеларом три острва“ и боравио је у тврђави Ангелокастро од 1387. до краја 16. века. Три острва се односе на Крф, Закинтос и Кефалонију.
Испод је седам главних острва од севера до југа, укључујући њихова грчка и италијанска имена у заградама:
- Крф (Kerkyra; Corfù)
- Паксос (Paxi; Passo)
- Лефкада (Leucas; Santa Maura или Lèucade)
- Кефалонија (Kefal(l)onia или Kefal(l)inia; Cefalonia)
- Итака (Ithaki or Thiaki; Itaca, Val di Compare или Piccola Cefalonia)
- Закинтос (Zakynthos; Zante или Zacinto)
- Китера (Kythira; Cerigo)

Османлије су Китеру и Лефкаду додатно називане Çuha Adası или Çuka Adası.

## Историја
Током Римског царства, Јонска острва су на различите начине била део провинција Ахаја и Епир. Они би, са изузетком Китере, формирали византијску тему Кефаленије у касном 8. веку. Од касног 11. века, Јонска острва су постала бојно поље у византијско-норманским ратовима. Острво Крф су држали Нормани 1081–1085 и 1147–1149, док су га Млечани неуспешно опседали 1122–1123. Острво Кефалонија је такође безуспешно опседнуто 1085. године, али су га 1099. опљачкали Пизанци, а 1126. Млечани. Коначно, Крф и остатак острва, осим Лефкаде, заузели су Нормани под Виљемом Сицилијанским 1185. Иако су Крф повратили Византинци до 1191, друга острва су од сада остала изгубљена за Византију и формирала су округ палатин Кефалоније и Закинтоса под Виљемовим грчким адмиралом Маргаритом од Бриндизија.
Након Четвртог крсташког рата и потписивања Partitio terrarum imperii Romaniae, Крф је дошао под власт Венеције. Међутим, 1207. године дужд Пјетро Зјани је уступио острво као феудум десеторици венецијанских племића, под условом да покажу лојалност и оданост и да плаћају порез. Крф је око 1214. године прешао у руке Епирске деспотовине, а 1257. га је заузео Манфред Сицилијански, који је тамо поставио свог адмирала Филипа Чинарда да води своје источне поседе. Без обзира на то, поразом у бици код Беневента и потписивањем уговора у Витербу 27. маја 1267, Крф је постао посед Анжујског краљевства Напуља. У међувремену, остала острва су и даље чинила део палатина округа, којим су током свог постојања управљале три породице: Орсини, Кућа Анжуја и породицa Токо. Владавина породице Токо трајала је 122 године, све до 1479. године, када су Османлије заузеле Кефалонију, Занте, Лефкаду и Итаку.
Дана 13. фебруара 1386. Крф је поново постао млетачки посед и овога пута млетачка власт ће трајати до краја републике. То су добровољно извршили људи са Крфа. Корфи су 10. маја именовали пет посланика који ће се потчинити млетачком сенату. Османлије су више пута покушавале да заузму Крф, од којих је први био 1537. године. Овај напад је довео Венецију до савеза са папом и царем Карлом V, познатом као Света лига, против Османског царства. Други велики неуспешни напад Османлија био је онај из јула 1716. године.
Након поделе Византијског царства 1204. године, Китера је 1238. године пала у руке Венеције кроз брак Марка Венијера са ћерком грчког господара острва. Китера и Антикитера су први пут чиниле део Млетачких прекоморских поседа 1363. године, након чега је уследио прекид трогодишње турске владавине, између 1715. и 1718. године. Споразумом из Пожаревца, Китера и Антикитера су пришле Млетачкој републици и остале под њеном контролом до њеног пада, 1797. године. Турска власт на три острва Кефалонија, Занте и Итака била је кратког века. Године 1481, две године након почетка турске владавине, Антонио Токо је извршио инвазију и накратко окупирао Кефалонију и Занте, али су га Млечани убрзо протерали. Занте су званично повратили Млечани 1485. године. Затим је Кефалонија, после шеснаест година турске окупације (1484–1500), постала део Млетачких прекоморских поседа 24. децембра 1500, опсадом замка Светог Ђорђа. Коначно, Итаку је, након судбине Кефалоније, освојила Венеција 1503. године.
Итака је постала депопулисана током периода турске владавине. Године 1504. Млечани су наредили званичном поновном насељењу Итаке уз пореске олакшице како би привукли насељенике са суседних острва. Венецијанске власти су откриле да је острво већ поново насељено од стране чланова породице Галатис, који су на њега полагали право као на своју имовину, пошто су добили права над Итаком под Токо режимом. Лефкаду, део Епирске деспотовине од њеног оснивања 1205. године, Леонардо Токо је 1362. укључио у округ Кефалонију. Епирска деспотовина је била једно од три византијска царства у изгнанству настала након Четвртог крсташког рата 1204. године. Након судбине осталих централних Јонских острва, заузели су га Турци 1479. а затим Млечани 1502. године. Међутим, млетачка власт није потрајала, пошто је годину дана касније Лефкада враћена Отоманском царству. Турска власт над Лефкадом трајала је преко 200 година, од 1479. до 1684. године, када је Франческо Моросини напао и покорио острво током Морејског рата. Лефкада је, међутим, постала званично млетачка тек 1718. године, потписивањем Пожаревачког уговора.
Наполеон Бонапарта је објавио рат Млетачкој републици 3. маја 1797. године. Потписивање Кампофоријског мира 17. октобра 1797. означило је распад Млетачке републике и поделу њених територија између Француске и Аустрије. Земљиште Тераферме до реке Адиђе, сам град и поседи балканског полуострва Истре и Далмације су уступљени Аустрији. Јонска острва, део венецијанских поморских територија, предата су Француској. Наполеон је организовао острва у три департмана. Први је обухватао острва Крф и Паксос, као и некадашња млетачка насеља Бутринт и Парга која се налазе у Епиру. Други департман су чинила острва Кефалонија, Итака и Лефкада и градови Превеза и Воница, док су Закинтос и Цериго били део трећег департмана. Француска владавина, међутим, није потрајала јер се Русија удружила са Отоманским царством у септембру 1798. и 1799. године и руско-османска поморска експедиција је заузела острва. Потписивањем уговора између Русије и Порте 21. марта 1800. године успостављена је независна острвска република под заштитом оба царства. Име нове државе је договорено да буде „република Седам Острва“ и обухватала је све територије три бивша француска департмана осим континенталних поседа Парге, Превезе, Вонице и Бутринта. Тилзитским уговором 1807. Русија је вратила седам острва Француској. У октобру 1809. Уједињено Краљевство је преузело посед свих острва са изузетком Крфа и Паксоса, које је предато тек 1814. године. Године 1815. Јонска острва су постала британски протекторат под именом Сједињене Државе Јонских острва.

## Администрација
Цивилни и војни гувернер Јонских острва био је канцелар генерал, који је живео на Крфу и имао врховну мирнодопску команду венецијанске морнарице. У ратно време, због његовог одсуства на челу флоте, понекад га је замењивао „генерални надзорник три острва“, мислећи на Крф, Занте и Кефалонију. Као резултат два продужена рата у 17. веку — Кандијског рата (1645–1669) и Морејског рата (1684–1699) — канцеларија је добила трајнији карактер.
Власти на острвима биле су подељене на две врсте: млетачке, које су окупирали Млечани и представљали су суверену државу и њену политичку и војну моћ над Острвима, и домаће власти које је именовао Општински савет. Млечане је именовао Велико веће Венеције. Постојала су три службеника који су чинили режим сваког острва. Поглавар режима имао је титулу канцелара на свим острвима осим на Крфу. Титулу је могао да носи само племић. Подређени млетачки званичници били су консиљери, по два на сваком острву, који су обављали административне и судске функције заједно са канцеларом сваког острва. Одговорности провизора укључивале су и безбедност од непријатељских напада, опорезивање, верска и друга питања. По острвима је било десет тврђава, од којих је по једна на сваком острву служила као главни град. На Крфу су, међутим, постојале три тврђаве; два у граду Крфу и Ангелокастру. На Кефалонији су постојала два, замак Светог Ђорђа или Кефалонска тврђава и тврђава Асо у северном делу.

## Економија
Привреда током венецијанског периода била је углавном заснована на извозу локалних производа. Најважнији од пољопривредних производа Крфа било је маслиново уље. На острвима Кефалонија и Закинтос главни извозни производи били су суво грожђе, маслиново уље и вино. Један од најзначајнијих извозних производа било је маслиново уље. Маслине су засађене широм острва током венецијанског периода јер је маслиново уље било важно за привреду Венеције. Иако је производња била успешна, република је дозволила само извоз у Венецију. Статистички подаци за године 1766–70 указују на 1.905.917 стабала маслина на Крфу, 113.161 на Закинтосу, 38.516 на Кефалонији, 44.146 на Лефкади и 31.884 на Китери. Ипак, извоз сувог грожђа био је најважнији извоз острва током млетачке владавине. Почетком 18. века Занте, Кефалонија и део Итаке постали су главни центар трговине рибизлом. Због жестоке конкуренције у трговини грожђем између Венеције и Уједињеног Краљевства, Венеција је забранила слободан извоз сувог грожђа са острва. Друга мера била је извозна такса за стране бродове.
Новчана средства острва током млетачке владавине била је млетачка лира, као у Венецији. На новцу је приказан крилати лав светог Марка са ореолом у погледу спреда, који држи књигу Јеванђеља у предњим шапама. Јонска острва су чинила део венецијанског поморског трговачког пута ка Оријенту.

## Демографија
Када је Венеција заузела централна Јонска острва, њихово становништво је било веома мало и Итака је била потпуно ненасељена. Да би се решио овај проблем, извршена је мала колонизација острва. Италијани католици из Тераферме (касније названи Крфски Италијани) и православни Грци из су пребачени на острва у склопу колонизације. Број становника се на крају повећао: 1765–66. достигао је 111.439; 1780. године број становника је био 150.908. Четрнаест година касније, широм острва је живело 155.770 становника.
Ово су бројке које се односе на становништво сваког острва током венецијанског периода:
| Острво     | 1470 | 1500   | 1528   | 1532   | 1568 | 1583   | 1675   | 1684  | 1760   | 1766   |
| ---------- | ---- | ------ | ------ | ------ | ---- | ------ | ------ | ----- | ------ | ------ |
| Крф        |      |        |        | 14,246 |      | 19,221 | 20,000 |       |        | 44,333 |
| Паксос     |      |        |        |        |      |        |        |       | 4,150  |        |
| Лефкада    |      |        |        |        |      |        |        | 9,000 | 12,000 | 11,760 |
| Итака      |      |        |        |        | 300  |        |        |       | 2,500  |        |
| Кефалонија |      | 14,000 |        |        |      | 25,543 |        |       |        | 21,659 |
| Закинтос   |      |        | 17,255 |        |      | 14,054 | 25,000 |       |        | 25,325 |
| Китера     | 500  |        |        |        |      |        |        |       | 6,000  | 6,183  |

## Друштво
Током венецијанског периода сви јавни акти састављани су на венецијанском језику, службеном језику владе. Сељаци су и даље говорили грчки, док је венецијански језик усвојила виша класа и углавном је био префериран у градовима (као у граду Крфу, где је скоро сво становништво говорило венецијанским језиком). Тако је млетачки језик постао, ако не заједнички језик Јонаца, бар престижан језик. Млечани су учинили мало у области образовања, углавном због чињенице да се школовање у то време у Европи није сматрало државном него приватном ствари. Неки аутори верују да је то намерно урадила Венеција, као део своје колонијалне политике. Људи који су припадали вишим класама су имали већу вероватноћу да се образују и да су студирали на италијанском универзитету, обично Универзитету у Падови. По узору на академије које су тада деловале у Венецији, прва књижевна академија, основана је на Крфу 1656. године од стране појединаца.
Млечани су, као католици, задржали привилегије које је уживала латинска бискупија на острвима под династијама грофова Палатина. Католици нису били бројни, а током венецијанског периода углавном су били концентрисани на Крфу и Кефалонији. Већина њих су били потомци италијанских досељеника, али је било неких покатоличавања од стране Грка. Према закону, грчки православни свештеници и монаси морали су да прихвате католике као своје претпостављене иако су Млечани стављали интересе републике испред интереса папства. Дозвољени су мешовити бракови између католичких и православних хришћана. Овај фактор је био разлог у опадању римокатолицизма на острвима. Јевреји су такође били домородна верска група на острвима током венецијанског периода. Њих је било још мање него католика; 1797. године број Јевреја на Крфу је изгледа био само две хиљаде. Јеврејско присуство на Крфу може се пратити још од времена Кнежевине Таранта. У Кефалонији постоје докази о јеврејском становању у старој престоници, замку Светог Ђорђа, још од раног 17. века. Када је главни град острва пренет у Аргостоли, Јевреји су се ту населили.

## Остаци млетачке власти на острвима
Широм грчке територије која је раније била у власништву Венеције, посебно на Јонским острвима, сећање на Републику живи у друштвеној свести локалног становништва са осећањем носталгије упркос њеној немирној историји. Само трајање венецијанског периода обликовало је модерну хептанезијску културу у спој њеног грчког и италијанског наслеђа у свим аспектима свакодневног живота. Године 1800. успостављена је република Седам Острва; његов дизајн заставе био је заснован на застави Венецијанске републике. Поред тога, италијански је био сузванични језик и те републике и Сједињених Држава Јонских острва. Због свог статуса, италијански се такође учио у школама поред грчког и енглеског (Јонска острва су била протекторат Уједињеног Краљевства од 1815. до 1864. године). У првој години средњег образовања, на пример, грчки се учио четири пута недељно, италијански три пута и енглески два пута. У грчком попису из 1907. године, 4.675 људи са Јонских острва навело је католичанство као своју вероисповест, око 1,8% укупног становништва (254.494). Истовремено, 2.541 Јонац (1,0%) је навео италијански као матерњи језик, што га чини другим језиком по учесталости по броју говорника. Италијански језик је и даље популаран на острвима. Хеленска унија хептанезијанаца, грађанска непрофитна организација, успротивила се одлуци Министарства да укине наставу италијанског у школама, тврдећи да ученици имају „право да им се предаје језик који желе, а посебно италијански „као „пожељни језик на Јонским острвима и шире“. Они бране његово место у регионалном наставном плану и програму као „традицију“ и сматрају га „неопходним (...) због обима италијанског туризма као и других, нпр. културних и комерцијалних веза са земљом“.
Ови културни остаци венецијанског периода били су изговор Мусолинијеве жеље да укључи Јонска острва у Краљевину Италију. Чак и пре избијања Другог светског рата и грчко-италијанског рата, Мусолини је изразио жељу да анектира Јонска острва као део својих ширих планова за италијанско царство са средиштем око Средоземног мора. Дана 15. октобра, донео је коначну одлуку да изврши инвазију на Грчку. Његов почетни циљ је била окупација Крфа, Закинтоса и Кефалоније. После пада Грчке, почетком априла 1941. године, освајачи су поделили њене земље у три окупационе зоне; Италијани су заузели велики део земље, укључујући Јонска острва. Мусолини је обавестио генерала Карла Гелоза да ће Јонска острва формирати посебну италијанску провинцију де факто анексијом, али Немци то неће одобрити. Италијанске власти су ипак наставиле да припремају терен за анексију. Коначно, 22. априла 1941. године, након разговора између немачког и италијанског владара, немачки фирер Адолф Хитлер се сложио да Италија може да настави са де факто анексијом острва. Од тада, па до краја рата, острва су пролазила кроз фазу италијанизације у свим областима, од њихове управе до њихове привреде.